# Métalloenzyme artificielle
Une métalloenzyme artificielle est une métalloprotéine fabriquée en laboratoire qui ne se trouve pas dans la nature et qui peut catalyser certaines réactions chimiques d'intérêt,. Bien qu'elles appartiennent aux catégories d'enzymes classiques, certaines métalloenzymes artificielles catalysent des réactions (couplage de Suzuki,  métathèse, etc.) qui ne sont catalysées par aucune enzyme naturelle. Avec les progrès de la synthèse organométallique et de l'ingénierie des protéines, de plus en plus de nouveaux types de métalloenzymes artificielles sont apparues, et montrent un avenir prometteur dans les aspects académiques et industriels.
En 2018, la moitié du prix Nobel de chimie a été attribuée à Frances H. Arnold "pour l'évolution dirigée des enzymes"; elle a fait évoluer avec élégance des métalloenzymes artificielles pour réaliser une réaction chimique abiotique efficace et hautement sélective in vitro et in vivo.